# 孫學古
孫學古（1515年—1549年），字汝遂，號春湖，浙江紹興府蕭山縣人，匠籍，明朝政治人物。

## 生平
嘉靖二十二年（1543年）癸卯科浙江鄉試第八名舉人。嘉靖二十三年（1544年）聯捷甲辰科會試第六十四名，登第三甲第一百五十六名進士。官东莞知县，卒于任，年仅35岁。

## 家族
曾祖孫昕，七品散官；祖父孫式，義官；父孫煥，聽選官。母蔡氏；繼母周氏。严侍下。兄孫學思（1503年-1589年），字汝賢，號春溪，中书舍人、禮部郎中；孫學禮。